# Jim Brown
James Nathaniel Brown (St. Simons, Georgia; 17 de febrero de 1936 - Los Ángeles, California; 18 de mayo de 2023) más conocido como Jim Brown, fue un jugador profesional de fútbol americano y actor estadounidense. Jugaba en la posición de fullback y desarrolló toda su carrera en los Cleveland Browns de la National Football League (NFL). También dejó su marca como actor y activista social. En 2002, fue nombrado por The Sporting News como el más grande jugador de fútbol americano en la historia.
Fue un jugador amateur de lacrosse en la Universidad de Syracuse de 1954 a 1956. Fue integrante del equipo All-America del fútbol americano. Fue seleccionado en la primera ronda del draft de 1957 por Cleveland. En las nueve temporadas que participó con los Cleveland Browns, estableció todas las marcas de yardas corridas y yardas combinadas de la NFL, las cuales permanecieron intactas hasta 1984. Después de retirarse de la actividad deportiva, se convirtió actor de cine. Fue seleccionado al Salón de la Fama del Fútbol Americano Profesional en 1971.
En la lista de los 100 mejores jugadores de la historia de la NFL publicada el 4 de noviembre de 2010, Brown fue ubicado como el segundo mejor jugador de todos los tiempos, sólo detrás de Jerry Rice.
En su carrera profesional, Brown acarreó el balón 2.359 veces para 12.312 yardas de carrera y 106 touchdowns, todos récords cuando se retiró. Promedió 104,3 yardas de carrera por partido y es el único jugador en la historia de la NFL en promediar más de 100 yardas de carrera por partido en su carrera. Brown ingresó en el Salón de la Fama del Fútbol Americano Profesional en 1971. Fue nombrado miembro del Equipo de Todos los Tiempos del 50.º Aniversario de la Liga Nacional de Fútbol Americano , del Equipo de Todos los Tiempos del 75.º Aniversario de la Liga Nacional de Fútbol Americano y del Equipo de Todos los Tiempos del 100.º Aniversario de la Liga Nacional de Fútbol Americano de la NFL, compuesto por los mejores jugadores de la historia de la NFL. Brown fue galardonado en el 2020 College Football Playoff National Championship como el mejor jugador de fútbol universitario de todos los tiempos. Los Browns retiraron su camiseta con el número 32.
Poco antes del final de su carrera futbolística, Brown se convirtió en actor. Se retiró en la cima de su carrera futbolística para dedicarse a la interpretación. Obtuvo 53 créditos como actor y varios papeles protagonistas a lo largo de la década de 1970. Ha sido descrito como el primer héroe de acción negro de Hollywood y su papel en la película de 1969 100 Rifles hizo historia en el cine por incluir escenas de amor interracial.
Brown fue uno de los pocos atletas, y uno de los afroamericanos más destacados, que se pronunció sobre cuestiones raciales cuando el movimiento por los derechos civiles estaba creciendo en la década de 1950. Participó en la Cumbre de Cleveland después de que Muhammad Ali se enfrentara a la cárcel por negarse a entrar en el draft para la Guerra de Vietnam, y fundó la Unión Económica Negra para ayudar a promover las oportunidades económicas de las empresas propiedad de minorías. Más tarde, Brown puso en marcha una fundación centrada en alejar a los jóvenes en situación de riesgo de la violencia mediante la enseñanza de habilidades para la vida, a través de la cual facilitó la tregua de Watts entre bandas callejeras rivales de Los Ángeles.

## Primeros años
Brown nació en St. Simons (Georgia), hijo de Swinton Brown, boxeador profesional, y de su esposa, Theresa, ama de casa. Estudió en la Manhasset Secondary School de Manhasset, Nueva York. Brown ganó 13 letters jugando football, lacrosse, béisbol, baloncesto y corriendo en pista.

El Sr. Brown atribuye su autosuficiencia a haber crecido en Saint Simons Island, una comunidad frente a la costa de Georgia donde fue criado por su abuela y donde el racismo no le afectó directamente. A los ocho años se trasladó a Manhasset, Nueva York, en Long Island, donde su madre trabajaba como doméstica. Fue en el Manhasset High School donde se convirtió en una estrella del fútbol y en una leyenda del atletismo.
The New York Times - crítica de cine, 2002.

Brown promedió un récord de Long Island de 38 puntos por partido para su equipo de baloncesto. Ese récord fue batido más tarde por la futura estrella de los Boston Red Sox y Hall of Famer Carl Yastrzemski de Bridgehampton.

## Carrera profesional
Jim Brown fue seleccionado en la primera ronda del draft de la NFL en 1957 por los Cleveland Browns, el sexto seleccionado. En el noveno juego de su temporada como novato, jugando contra Los Angeles Rams, corrió para 237 yardas, siendo un récord en un juego para la NFL récord que permaneció por 14 años y récord de novato que permaneció por 40 años.
Rompió el récord de carrera en una temporada en 1958, ganando 1527 yardas en los 12 juegos de la temporada, aplastando la marca previa de la NFL de 1146 yardas establecida por Steve Van Buren en 1949. Fue el MVP en esa temporada, siendo el líder de todos los jugadores con 17 touchdowns siendo su rival más cercano, de los Baltimore Colts, el receptor abierto Raymond Barry, con ocho.
Después de nueve años en la NFL, fue poseedor de ambos récords en la temporada: 1863 en 1963 y de carrera con 12 312 yardas, siendo el líder de todos los tiempos en touchdows anotados por carrera (106), con un total de touchdowns de 126 y un total de 15 549 yardas. Fue el primer jugador en llegar a los 100 touchdowns por carrera, siendo esto un hito, ya que pocos corredores lo han hecho desde entonces, favorecido por la expansión a 16 juegos en la temporada de 1978. Brown fue el primero en cuatro temporadas formadas por 12 juegos y sus últimas cinco temporadas fueron de 14 juegos.
El récord de Brown de anotaciones de 100 touchdowns en solo 93 juegos permaneció hasta que LaDainian Tomlinson lo hizo en 89 juegos durante la temporada 2006. Tuvo el récord como líder en las temporadas de la NFL, que fueron cinco: 1958-1961, 1964 y fue el único corredor en la historia de la NFL en tener un promedio de 100 yardas por juego en su carrera. Sumado a su carrera, era un receptor magnífico en el campo, capturando 262 pases para 2499 yardas y 20 touchdowns, mientras agregaba otras 268 yardas de regreso en patada inicial. En cada temporada que jugó, fue elegido para el Pro Bowl dejando la liga con su estilo y anotando tres touchdowns en su último juego en el Pro Bowl.
En la temporada 1973 tuvo 1863 yardas por carrera, permaneciendo como récord de la franquicia de Cleveland. Es el récord más antiguo de la franquicia por yardas por carrera de los 32 equipos de la NFL. Su promedio de 133 yardas por juego en esa temporada, fue solo superado por O.J. Simpson durante la temporada 1973. Dejó la liga con récord de carrera en 8 ocasiones. Fue también el primer jugador de la NFL en correr más de 10 000 yardas. Era muy difícil taclearlo con un récord de carrera de 5.2 yardas en promedio por acarreo. Del equipo de Cleveland Browns, es el líder corredor de todos los tiempos. Para 2019 estaba en la posición N° 11 en la lista de corredores de la NFL de todos los tiempos.
Se retiró en julio de 1966 después de nueve temporadas, como líder corredor de la NFL de todos los tiempos. Tenía un récord de 12 312 yardas hasta que fue roto por Walter Payton el 7 de octubre de 1984, en la décima temporada de Payton. 
Durante su carrera con los Cleveland Browns el equipo ganó el Campeonato de la NFL en 1964, quedando subcampeones en 1957, novato del año al final de la temporada. En el juego del campeonato en 1964, Brown corrió 27 veces y atrapó tres pases para 37.

## Muerte
Jim Brown falleció en Los Ángeles, California, Estados Unidos a los 87 años de edad. No se tienen informes de la causa del fallecimiento.

## Filmografía
| Año  | Título                                 | Título original                     | Papel                 | Notas            |
| ---- | -------------------------------------- | ----------------------------------- | --------------------- | ---------------- |
| 1964 | Río Conchos                            | Rio Conchos                         | Sargento Franklyn     | Primera película |
| 1967 | Yo soy espía                           | I Spy                               | Tommy                 | 1 episodio       |
| 1967 | Doce del patibulo                      | The Dirty Dozen                     | Robert Jefferson      |                  |
| 1968 | Último tren a Katanga                  | The Mercenaries                     | Ruffo                 | Protagonista     |
| 1968 | Year of the cricket                    | Kenner                              | Roy Kenner            | Protagonista     |
| 1968 | Estación polar Cebra                   | Ice Station Zebra                   | Capitán Leslie Anders |                  |
| 1968 | El reparto                             | The Split                           | McClain               | Protagonista     |
| 1969 | Motín                                  | Riot                                | Cully Briston         | Protagonista     |
| 1969 | Los 100 rifles                         | 100 Rifles                          | Lyedecker             | Protagonista     |
| 1970 | Tic, tic, tic                          | ...Tick... Tick... Tick...          | Jimmy Price           | Protagonista     |
| 1970 | Saltarina                              | The Grasshopper                     | Tommy Marcott         |                  |
| 1970 | El cóndor                              | El Condor                           | Luke                  | Protagonista     |
| 1972 | Operación Masacre                      | Slaughter                           | Slaughter             | Protagonista     |
| 1972 | Pólvora negra                          | Black Gunn                          | Gunn                  | Protagonista     |
| 1973 | Masacre                                | Slaughter's Big Rip-Off             | Slaughter             | Protagonista     |
| 1973 | A golpes                               | The Slams                           | Curtis Hook           | Protagonista     |
| 1973 | Yo escapé de la Isla del Diablo        | I Escaped from Devil's Island       | Le Bras               | Protagonista     |
| 1974 | Los demoledores                        | Three the Hard Way                  | Jimmy Lait            | Protagonista     |
| 1975 | Por la senda más dura                  | Take a Hard Ride                    | Pike                  | Protagonista     |
| 1977 | Historia Policial (serie TV)           | Police Story                        | Pete Gerard           | 1 episodio       |
| 1977 | Venganza sangrienta                    | Kid Vengeance                       | Isaac                 | Protagonista     |
| 1978 | Melodía para un asesinato              | Fingers                             | Dreems                |                  |
| 1979 | Objetivo Pacífico                      | Pacific Inferno                     | Clyde Preston         | Protagonista     |
| 1979 | Chips (serie TV)                       | CHIPs (TV series)                   | Romo                  | 2 episodios      |
| 1982 | Apuesta peligrosa                      | One Down, Two to Go                 | J                     | Protagonista     |
| 1983 | Chips (serie TV)                       | CHIPs                               | Profesor John Casey   | 1 episodio       |
| 1983 | T.J. Hooker (serie TV)                 | T.J. Hooker                         | Frank Barnett         | 1 episodio       |
| 1984 | El coche fantástico (serie TV)         | Knight Rider                        | C.J. Jackson          | 1 episodio       |
| 1984 | T.J. Hooker (serie TV)                 | T.J. Hooker                         | Detective Jim Cody    | 1 episodio       |
| 1984 | Camuflaje (serie TV)                   | Cover Up                            | 1 episodio            |                  |
| 1985 | Lady Blue (serie TV)                   | Lady Blue                           | Stoker                |                  |
| 1986 | El Equipo A (serie TV)                 | The A-Team                          | Steamroller           |                  |
| 1987 | Perseguido                             | The Running Man                     | Fireball              |                  |
| 1988 | Voy a por ti                           | I'm Gonna Git You Sucka             | Slammer               |                  |
| 1988 | Killing American Style                 | Killing American Style              | Teniente Sunset       |                  |
| 1989 | L.A. Heat                              | L.A. Heat                           | Capitán               |                  |
| 1989 | Crack House                            | Crack House                         | Steadman              |                  |
| 1990 | Justicia implacable                    | Twisted Justice                     | Morris                |                  |
| 1990 | Hammer, Slammer, & Slade (película TV) | Hammer, Slammer, & Slade (TV movie) | Slammer               |                  |
| 1992 | El justiciero de Dios (vídeo)          | The Divine Enforcer                 | King                  |                  |
| 1996 | Hot City                               | Original Gangstas                   | Jake Trevor           |                  |
| 1996 | Mars Attacks!                          | Mars Attacks!                       | Byron Williams        |                  |
| 1998 | Una mala jugada                        | He Got Game                         | Spivey                |                  |
| 1998 | Pequeños guerreros                     | Small Soldiers                      | Butch Meathook        | Voz              |
| 1999 | New Jersey Turnpikes                   | New Jersey Turnpikes                | Desconocido           |                  |
| 1999 | Un domingo cualquiera                  | Any Given Sunday                    | Montezuma Monroe      |                  |
| 2002 | On the Edge                            | On the Edge                         | Chad Grant            |                  |
| 2004 | Soul Food (serie TV)                   | Soul Food                           | Willie White          | 4 episodios      |
| 2004 | Ella me odia                           | She Hate Me                         | Geronimo Armstrong    |                  |
| 2004 | Sucker Free City (película TV)         | Sucker Free City                    | Don Strickland        |                  |
| 2005 | Animal (vídeo)                         | Animal                              | Berwell               |                  |
| 2006 | Sideliners (película TV)               | Sideliners                          | Monroe                |                  |
| 2010 | Dream Street                           | Dream Street                        | Desconocido           |                  |